# Ein Scherz

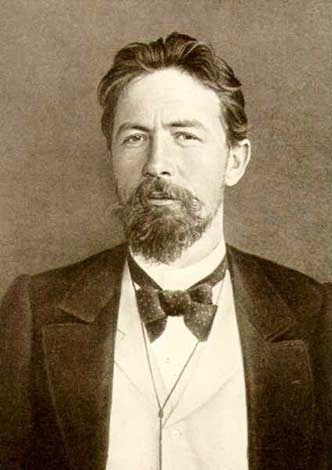
Anton Tschechow

Ein Scherz (russisch Шуточка, Schutotschka) ist eine Kurzgeschichte des russischen Schriftstellers Anton Tschechow, die am 12. März 1886 in der Moskauer Zeitschrift Swertschok (deutsch: Die Grille) erschien. Zu Lebzeiten des Autors wurde der Text ins Bulgarische, Deutsche, Polnische, Serbokroatische und Slowakische übertragen.
An einem klaren Wintermittag steht der Ich-Erzähler zusammen mit Nadeshda Petrowna – genannt Nadenka oder einfach Nadja – auf einem hohen Abhang. Obwohl Nadenka zuerst ängstlich zögert, rasen die beiden mit dem Schlitten in die Tiefe. Als sie ihre Höchstgeschwindigkeit erreicht haben, raunt der Erzähler seinem Fahrgast ins Ohr: „Ich liebe Sie, Nadja.“ Unten heil angekommen, liest der Erzähler aus Nadenkas Mienenspiel so etwas wie: ‚War das nun der heulende Fahrtwind oder doch eine Liebeserklärung?‘ Obwohl sie vor Angst zittert bittet sie noch zwei weitere Male um einen Ritt. Der Schlittenlenker äußert jedes Mal auf dem Höhepunkt der Abfahrt leise dieselben vier Worte, ohne, dass Nadenka sich sicher ist, diese auch wirklich vernommen zu haben. Am nächsten Morgen bittet Nadenka in einem Brief darum, wieder zur Schlittenfahrt mitgenommen zu werden und von nun an wiederholt sich der beschriebene Vorgang täglich.
Im darauffolgenden Frühjahr steht die Abreise des Erzählers nach Petersburg – wahrscheinlich für immer – bevor. Er sieht Nadenka vor ihrem Wohnhaus stehen und schleicht sich an. Beim nächsten Windstoß flüstert er dem Mädchen durch eine Ritze des Bretterzauns seinen Satz von der Liebe zu, und Nadenka „schreit auf, sie lächelt über das ganze Gesicht, sie streckt dem Wind ihre Arme entgegen, fröhlich, glücklich und so schön.“
Der Erzähler jedoch geht seine Koffer packen und reist ab.

## Verwendete Ausgabe
- Gerhard Dick (Hrsg.), Wolf Düwel (Hrsg.): Anton Tschechow: Gesammelte Werke in Einzelbänden: Ein Scherz. S. 497–501 in: Gerhard Dick (Hrsg.): Anton Tschechow: Vom Regen in die Traufe. Kurzgeschichten. Aus dem Russischen übersetzt von Ada Knipper und Gerhard Dick. Mit einem Vorwort von Wolf Düwel. 630 Seiten. Rütten & Loening, Berlin 1964 (1. Aufl.)[4]